# Rosa Puig i Llonch
Rosa Puig i Llonch (Terrassa, 24 de febrer del 1901 - 24 de maig del 1999) va ser una compositora, pianista i professora de música molt vinculada a la seva ciutat.

## Biografia[4]
Filla de Salvador Puig, fuster, i Beneta Llonch, quan tenia set anys ingressà a l'Escola Coral egarenca, i hi començà a estudiar piano amb Lluís Puig i Joan Llongueres. Continuà la formació amb Blai Net (piano), Enric Morera i Josep Cumellas, i acabà titulant-se a l'Escola Municipal de Música de Terrassa amb notes excel·lents el 1918. El 1923 s'inicià en el violoncel, i amb aquest tocà a l'orquestra d'instruments d'arc de l'Escola, i en el Trio Femení Conservatori (juntament amb la seva neboda Beneta Trullàs i Puig i Joaquima Duran).
Quan tot just acabava els estudis a l'Escola Municipal de Música de Terrassa, Rosa Puig hi obtingué feina com a professora auxiliar el 1918 gràcies a una beca de l'ajuntament. Tota la seva vida, a l'Escola, a altres institucions (com a l'"Escola Choral" que dirigia el mestre Joaquim Pecanins el 1923, i d'on Puig n'era sub-directora; com al breu "Conservatori de Música" privat fundat pel mateix Pecanins pels voltants de 1925) o a casa seva, ensenyà música: solfeig, teoria i història; cant, piano (va ser professora de piano del Conservatori Municipal de Música de Terrassa) i violoncel; harmonia, contrapunt, fuga i instrumentació. Tingué per alumnes, entre molts d'altres, en Josep Jordi Llongueres i Galí, fill del que havia estat mestre seu, Joan Llongueres; el futur terrassenc de l'any 2006 Josep Puigbó i Cardellach, el director d'orquestra i musicòleg Joan Grimalt, i el seu germà i músic de jazz Ramon Grimalt. També feu crítica musical a la premsa local, amb el pseudònim Agredolç al diari El Dia.
Després de la guerra dirigí el cor de veus blanques de l'Escola Municipal de Música. Salvador Salvatella, en fundar el 1943 la Massa Coral de Terrassa, li n'oferí la direcció, i Rosa Puig ocupà el càrrec des d'aleshores i fins al 1971.
Després de més d'un quart de segle dirigint la Massa Coral, en jubilar-se'n l'Ajuntament de Terrassa la distingi amb la Medalla de Plata de la ciutat, va ser nomenada "terrassenca de l'any 1970" i al mateix any 1970 se li dedicà un concert d'homenatge. Posteriorment, en un altre homenatge ciutadà al 24 de febrer del 1997, l'ajuntament egarenc posà una placa amb el seu nom i el seu retrat a la façana de la casa on va néixer, al carrer de la Societat. A la mateixa ciutat, el consistori municipal denominà una placeta amb el nom, on hi ha l'Escola d'Economia Domèstica.
Com a compositora, fou autora d'un centenar de peces pròpies: sardanes, cançons, música de cambra, per a piano, per a instruments de corda, per a cor; a banda, harmonitzà o arranjà cançons populars catalanes per a piano o coral.
El seu fons personal, juntament amb el de Beneta Trullàs, es conserva a l'Arxiu Comarcal del Vallès Occidental.

## Obres[4]
- Beethoveniana, per a violí i piano, sobre el tema del Rondó per a dos oboès, clarinets, trompes i trombons en mi bemoll major, WoO 25
- Cançó de bressol, per a quartet de corda
- «Cant matinal dels infants, a una veu amb acompanyament de piano». Amb lletra d'Iu Pons
- Cant perdurable (1963), himne amb lletra d'Enric Gall
- Joguines, peces fàcils (1926), per a piano (comprèn Retorn, Ballet, Bressant, Jugant, De bon matí i Melangia)
- Miniatures, comprèn entre altres Pregant i Dansant, amb lletra d'Enric Gall
- Minuet, per a violí, violoncel i piano
- Petita suite, per a quartet de corda
- Plany, per a violoncel i piano
- Rialla d'abril, (1948). Cançó sobre un poema d'Apel·les Mestres.[14]
- Quan riu l'amatller (1920). Cançó sobre un poema de Josep Carner.[14]

- Triet, per a violí, violoncel i piano
- Harmonitzacions de cançons populars catalanes[12]

### Sardanes[15]
- Eterna primavera (1951)
- L'hostal de la Peira, sobre una melodia popular, per a piano
- La ploma de perdiu, sobre una melodia popular
- Raig de llum (1948)
- Rosa de tot l'any (1949)

### Per a veu i piano[16]
- Rialla d'abril, (1948). Cançó sobre un poema atribuït a Apel·les Mestres.[14]
- Quan riu l'amatller (1920). Cançó sobre un poema atribuït a Josep Carner.[14]
- La mort del rossinyol (1934). Cançó sobre un poema pertanyent al recull "Cansons" d'Apel·les Mestres.[14]
- Cançó d'Abril (1934) Cançó sobre un poema atribuït a Apel·les Mestres.[14]
- Nit de Juny (1934) Cançó sobre un poema atribuït a Joan Maria Guasch.[14]
- Marina (1934) Cançó sobre un poema atribuït a Apel·les Mestres.[14]
- Marina (1934) Cançó sobre un poema atribuït a Apel·les Mestres.[14]
- Cançó trista (1934) Cançó sobre un poema atribuït a Apel·les Mestres.[14]